# KHL (2012/2013)
Sezon KHL 2012/2013 – piąty sezon ligi KHL rozgrywany na przełomie 2012 i 2013.

## Kluby uczestniczące

### Kluby starające się o angaż
Jeszcze przed zakończeniem sezonu 2011/2012 rozpoczęto rozmowy i przymiarki względem składu ligi w nowej edycji. W marcu 2012 prezes ligi, Aleksandr Miedwiediew poparł ideę, aby od nowego sezonu klub HC Lev Poprad zmienił swoją siedzibę z Popradu do Pragi (przemawia za tym m.in. większa hala oraz wsparcie czeskiego związku hokeja na lodzie). Jednocześnie zapewnił, że Słowacja miała mieć nadal swojego przedstawiciela w KHL, którym byłby Slovan Bratysława. Swoją akcesję powstrzymuje nadal włoski klub Milano Rossoblu. Finalnie liga KHL ma skupiać w przyszłości 32 kluby. 29 marca 2012 Slovan Bratysława oficjalnie złożył aplikację uczestnictwa w lidze KHL w sezonie 2012/2013. Zgodę na występy w KHL udzieliła klubowi wcześniej Słowacka Federacja Hokeja na Lodzie. 24 kwietnia 2012 klub pod nazwą HC Lev Praga złożył oficjalnie aplikację uczestnictwa w KHL, w tym niezbędne gwarancje finansowe. W zamierzeniu mecze czeskiej drużyny miały być rozgrywane w hali O2 Arena (później okazało się to niemożliwe). W kwietniu 2012 roku prezydent ligi Aleksandr Miedwiediew przyznał, że oba kluby (Lev i Slovan) „definitywnie będą grać” w KHL. Poza nimi do rozgrywek ma zostać przyjęty ukraiński Donbas Donieck (w tym przypadku problem miała stanowić zbyt mała pojemność hali – jedynie 4 500 – jednakże prezydent KHL stwierdził, iż władze ligi póki co przymkną oko na tę okoliczność). 21 maja 2012 poinformowano, że wykluczony jest występ w lidze klubu z Popradu, zaś pod znakiem zapytania stał dalszy udział w lidze Witiazia Czechow (w czerwcu 2012 zaakceptowano jego uczestnictwo) i Awtomobilista Jekaterynburg. Na początku czerwca 2012 roku Donbas Donieck jako pierwszy z debiutantów otrzymał dokument oficjalnego potwierdzenia przyjęcia do KHL. Z kolei inny ukraiński klub Berkut Kijów ma plan wstąpienia w ciągu dwóch lat do KHL (obecnie gra w rodzimych rozgrywkach Profesionalna Chokejna Liha).
W czerwcu 2012 Aleksandr Miedwiediew podczas odbywającego się spotkania trenerów i ekspertów hokejowych w Barcelonie zaanonsował projekt, w myśl którego KHL ma liczyć 64 zespoły. Według jego propozycji 32 drużyny miałyby pochodzić z państw byłego bloku ZSRR (obecnie Rosja, Łotwa, Ukraina, Białoruś, Kazachstan), zaś druga połowa stanowiłaby „europejską konferencję” rozgrywek, która skupiałaby zespoły z najlepszych lig Europy. Konferencja zostałaby podzielona na dwie dywizje po 16 klubów – „skandynawską” i „centralną”. Zespoły ze Skandynawii wystawiłyby Finlandia, Szwecja, Norwegia i Dania. Dywizja centralna miałaby swoich przedstawicieli z Niemiec, Szwajcarii, Austrii, Czech, Słowacji, Słowenii, Chorwacji, Francji, Włoch, Wielkiej Brytanii, Holandii czy z Belgii. Śmiały pomysł Miedwiediewa mógłby być jego zdaniem realny w ostatecznym kształcie już od sezonu 2014/2015, przy założeniu chętnych do wstąpienia i uczestnictwa (warunkiem byłby przede wszystkim limit budżetu klubowego wynoszący minimum 15 mln, a maksymalnie 50 mln Euro). Dodatkowo Miedwiediew ma w zamiarze inicjatywę pojedynku o prymat w światowym hokeju klubowym, który miałby polegać na rywalizacji pomiędzy zwycięzcami lig NHL i KHL.

### Uczestnicy
W poprzedniej edycji KHL 2011/2012 brało udział 23 kluby. Do rozgrywek 2012/2013, po rocznej przerwie, powróciła drużyna Łokomotiwu Jarosław, która została wycofana w poprzedniej edycji wskutek katastrofy lotniczej 7 września 2011 (od września 2011 do marca 2012 Łokomotiw brał udział w rozgrywkach Wysszaja Chokkiejnaja Liga).
Ponadto przyjęto trzy nowe kluby: HC Lev Praga, Slovan Bratysława i Donbas Donieck. Łącznie w sezonie wystąpi 26 zespołów z siedmiu państw (14 w Konferencji Zachód i 12 w Konferencji Wschód). 26 czerwca 2012 poinformowano o nowym podziale klubów w dywizjach (według niej rozdzielono kluby moskiewskie).
| Dywizja            | Klub                       | Miasto             | Rok zał.           | Rok doł.           | Trener                | Kapitan drużyny    | Lodowisko          | Pojemność          |                    |
| Konferencja Zachód | Konferencja Zachód         | Konferencja Zachód | Konferencja Zachód | Konferencja Zachód | Konferencja Zachód    | Konferencja Zachód | Konferencja Zachód | Konferencja Zachód | Konferencja Zachód |
| ------------------ | -------------------------- | ------------------ | ------------------ | ------------------ | --------------------- | ------------------ | ------------------ | ------------------ | ------------------ |
| Bobrowa            | Dinamo Moskwa              | Moskwa             | 2010               | 2010               | Oļegs Znaroks         | Jurij Babienko     | Megasport Arena    | 12 126             |                    |
| Bobrowa            | Dinamo Ryga                | Ryga               | 2008               | 2008               | Artis Ābols           | Guntis Galviņš     | Arēna Rīga         | 10 300             |                    |
| Bobrowa            | Donbas Donieck             | Donieck            | 2001               | 2012               | Július Šupler         | Serhij Warłamow    | PS Drużba          | 4 130              |                    |
| Bobrowa            | HC Lev Praga               | Praga              | 2012               | 2012               | Václav Sýkora         | Jiří Novotný       | Tipsport/O2 Arena  | 6 995              |                    |
| Bobrowa            | SKA Sankt Petersburg       | Petersburg         | 1946               | 1992               | Jukka Jalonen         |                    | Pałac Lodowy       | 12 300             |                    |
| Bobrowa            | Slovan Bratysława          | Bratysława         | 1921               | 2012               | Rostislav Čada        | Miroslav Šatan     | Samsung-Arena      | 8 025              |                    |
| Bobrowa            | Witiaź Czechow             | Czechow            | 2004               | 2005               | Jurij Leonow          | Daniił Markow      | PZ Witiaź          | 3 300              |                    |
| Tarasowa           | Atłant Mytiszczi           | Mytiszczi          | 2005               | 2005               | Siergiej Swietłow     | Kanstancin Kalcou  | Mytiszczi Arena    | 7 000              |                    |
| Tarasowa           | CSKA Moskwa                | Moskwa             | 1946               | 1946               | Wiaczesław Bucajew    | Siergiej Szyrokow  | PSZ CSKA           | 5 600              |                    |
| Tarasowa           | Dynama Mińsk               | Mińsk              | 2004               | 2008               | Alaksandr Andryjeuski | Jere Karalahti     | Mińsk-Arena        | 15 000             |                    |
| Tarasowa           | Łokomotiw Jarosław         | Jarosław           | 1949               | 1987               | Tom Rowe              | Alaksiej Kalużny   | Arena 2000         | 9 000              |                    |
| Tarasowa           | Siewierstal Czerepowiec    | Czerepowiec        | 1956               | 1989               | Andriej Nazarow       | Jewgienij Kietow   | PL Czerepowiec     | 6 000              |                    |
| Tarasowa           | Spartak Moskwa             | Moskwa             | 1946               | 2007               | Fiodor Kanariejkin    | Branko Radivojevič | LDS Sokolniki      | 5 000              |                    |
| Tarasowa           | Torpedo Niżny Nowogród     | Niżny Nowogród     | 1947               | 2007               | Wiaczesław Rjanow     | Jewgienij Warłamow | PS Związków Zaw.   | 5 500              |                    |
| Konferencja Wschód |                            |                    |                    |                    |                       |                    |                    |                    |                    |
| Charłamowa         | Ak Bars Kazań              | Kazań              | 1956               | 1992               | Walerij Biełow        | Aleksiej Morozow   | Tatneft Arena      | 10 000             |                    |
| Charłamowa         | Awtomobilist Jekaterynburg | Jekaterynburg      | 2006               | 2009               | Igor Ułanow           | Aleksiej Simakow   | KKR Uralec         | 5 500              |                    |
| Charłamowa         | Jugra Chanty-Mansyjsk      | Chanty-Mansyjsk    | 2006               | 2010               | Siergiej Szepeliew    | Igor Magogin       | Arena Jugra        | 5 500              |                    |
| Charłamowa         | Mietałłurg Magnitogorsk    | Magnitogorsk       | 1950               | 1990               | Paul Maurice          | Dienis Płatonow    | Ariena Mietałłurg  | 7 700              |                    |
| Charłamowa         | Nieftiechimik Niżniekamsk  | Niżniekamsk        | 1968               | 1995               | Władimir Gołubowicz   | Martin Cibák       | SCC Arena          | 5 500              |                    |
| Charłamowa         | Traktor Czelabińsk         | Czelabińsk         | 1947               | 2006               | Walerij Biełousow     | Władimir Antipow   | Traktor Arena      | 7 500              |                    |
| Czernyszowa        | Amur Chabarowsk            | Chabarowsk         | 1966               | 2006               | Jewgienij Popichin    | Dmitrij Tarasow    | Platinum Arena     | 7 100              |                    |
| Czernyszowa        | Awangard Omsk              | Omsk               | 1950               | 1991               | Petri Matikainen      | Aleksandr Frołow   | Arena Omsk         | 10 318             |                    |
| Czernyszowa        | Barys Astana               | Astana             | 1999               | 2008               | Władimir Krikunow     | Dmitrij Upper      | PS Kazachstan      | 5 532              |                    |
| Czernyszowa        | Mietałłurg Nowokuźnieck    | Nowokuźnieck       | 1949               | 1992               | Anatolij Jemielin     | Rosja              | PS Kuźnieck        | 8 040              |                    |
| Czernyszowa        | Saławat Jułajew Ufa        | Ufa                | 1957               | 1992               | Władimir Jurzinow Jr. | Witalij Proszkin   | Ufa-Ariena         | 8 400              |                    |
| Czernyszowa        | Sibir Nowosybirsk          | Nowosybirsk        | 1962               | 2002               | Dmitrij Kwartalnow    | Maksim Kriwonożkin | PSZ Sibir          | 7 400              |                    |

Legenda: Rok zał. – rok założenia klubu, Rok doł. – rok dołączenia do KHL, PS – Pałac Sportowy, PSZ – Pałac Sportów Zimowych, PZ – Pałac Zimowy, PL – Pałac Lodowy

## KHL Draft 2012
26 maja 2012 w hali Traktor Arena w Czelabińsku odbył się czwarty w historii KHL draft młodych zawodników. Biorący udział w wyborze zostali uprzednio podzieleni na dwie grupy:
- absolwentów szkół hokejowych w wieku 17 lat (przy czym wiek określał rok urodzenia, a nie precyzyjnie dzień i miesiąc narodzin),
- zawodników w wieku 17–21 lat, występujących w rozgrywkach pod egidą Rosyjskiej Federacji, jednak obecnie nie związanych kontraktem z żadnym z klubów rozgrywek KHL, WHL (niższa klasa ligowa) oraz MHL (rozgrywki juniorskie) i co do których praw nie posiadają żadne z klubów ligi.

Pierwsze cztery miejsca w drafcie zostały przekazane, a następnie rozlosowane pomiędzy trzema najsłabszymi klubami poprzedniego sezonu (Witiaź, Awtomobilist i Sibir) oraz czwartym, powracającym do ligi Łokomotiwem Jarosław (wysoką pozycję do wyborów przekazano z zamiarem odrodzenia jego świetności). Pierwsze miejsce przypadło Sibirowi, drugie Łokomotiwowi, trzecie wylosował Witiaź, a czwarte Awtomobilist. W toku ustaleń tych klubów z innymi zespołami KHL, dotyczącymi wcześniejszych przekazań zawodników, ich miejsca zostały oddane umówionym zespołom. W drafcie uczestniczyły kluby Lev Praga, Slovan Bratysława i Donbas Donieck, jeszcze przed oficjalnym ich przyjęciem do KHL.
Łącznie sklasyfikowano 5 rund draftu, w których znalazło się 167 graczy. W pierwszej rundzie wybrano 32 graczy, w drugiej 38, w trzeciej 36, w czwartej 27, w piątej 34. Z nr 1 został wybrany Dienis Aleksandrow (wybrany przez Sibir, przekazany do SKA, występował w Krylja Sowietow Moskwa), nr 2 Aleksandr Barkov (wybrany przez Łokomotiw, występował w Tappara Tampere), nr 3 Rinat Walijew (wybrany z miejsca dla Witiazia, przekazanego Ak Barsowi Kazań, występował w AK Barsie), z nr 4 Nikita Zadorow (wybrany z miejsca dla Awtomobilistu, przekazanego do CSKA, występował w CSKA), z nr 5 Wiktor Bałdajew (wybrany z miejsca dla Spartaka, przekazanego do Atłanta, występował w Kristałłu Elektrostal). Najwyżej w drafcie sklasyfikowanym nierosyjskim graczem był z nr 7 Czech Radek Faksa (wybrany przez Nieftichimik, występował w Kitchener). Z nr 31 został wybrany przez HC Lev Praga Tomas Rachůnek (młodszy brat zmarłego w katastrofie lotniczej w Jarosławiu w 2011 Karela Rachůnka).

## Regulamin i umowa z NHL

### Nowości w regulaminie
W lipcu 2012 roku przyjęto nowe zmiany w regulaminie KHL.
- W życie wejdzie przepis ograniczający występy bramkarzy zagranicznych. W myśl obecnego przepisu obcokrajowiec (zawodnik nierosyjski) na pozycji bramkarza może rozegrać maksymalnie 2/3 czasu w sezonie regualarnym (tj. 2427 minut).
- Pierwszy skład każdego klubu ligi spoza Rosji musi zawierać nie mniej niż pięciu zawodników mających możliwość reprezentowania państwa, w którym klub ma siedzibę.
- Ustalono także wysokość pułapu wynagrodzeń, czyli limitu wydatków na pensje zawodników zatrudnionych przez jeden klub w danym sezonie (tzw. salary cap). Wynoszą one 250 mln rubli i 1,1 mld rubli. Jednakże kluby mają prawo wnieść apelację do władz KHL celem zniesienia pułapu względem jednego gracza, który może występować w reprezentacji Rosji lub któremu upłynął kontrakt w KHL lub takowy został anulowany.

### Porozumienie z NHL
W lipcu 2012 roku zostało podpisane tzw. Memorandum Zrozumienia (ang. Memorandum of Understanding) pomiędzy władzami KHL i NHL. Treść umowy potwierdza potrzebę respektowania zawodowych kontraktów hokeistów w obu ligach i zobowiązuje obie strony do śledzenia zestawu procedur mających na celu uniknięcie sytuacji konfliktowych powstałych podczas transferowania zawodników z jednej ligi do drugiej. Pierwsza umowa tego typu została podpisana przed poprzednim sezonem w dniu 30 czerwca 2011 roku. Nowy protokół parafowali prezydent KHL, Aleksandr Miedwiediew i zastępca komisarza NHL, Bill Daly. Zapisy umowy są ważne do 30 czerwca 2013 roku. Porozumienie zawiera osiem punktów, które określają, że ligi będą wymieniać dane na temat wszelkich graczy, którzy mają obowiązujące kontrakty z klubami KHL i NHL (1), obie ligi mają obowiązek aktualizować bazę danych kontraktów zawodników co tydzień po najnowszych zmianach (2), obie ligi powinny wymieniać swoje listy wolnych agentów (3), KHL i NHL będą szanować nawzajem swoje kontrakty oraz uznawać i wspierać główną zasadę, iż zawodnic w ramach umowy z klubem z jednej ligi nie może wypełniać żadnych zobowiązań wobec klubu z innej ligi w okresie obowiązującej go umow (4), w razie jakiegokolwiek konfliktu lub nieporozumienia obie strony wyznaczają oficjalnych przedstawicieli do prowadzenia negocjacji (5), celem negocjacji strony zobowiązują się dostarczyć wszystkie dokumenty dotyczące danego gracza (6), miejscem prowadzenia negocjacji są Toronto lub Nowy Jork (7), NHL i KHL są zobowiązane zrobić wszystko co w ich mocy, aby osiągnąć porozumienie dotyczące każdego gracza kwestionującego status umowy, w tym przypadku konfliktów pracowniczych, sporów umownych itp. W razie gdyby nie udało się osiągnąć konsensusu, każda ze stron zastrzega prawo do działania w taki sposób, który uzna za stosowny w takich okolicznościach (8).

## Sezon regularny
Każdy z 26 zespołów rozegra 52 mecze w sezonie regularnym (po dwa spotkania każdy z każdym, co daje 50 meczów). Dodatkowo stworzono pary specjalne, w ramach których każda drużyna rozegra dwa dodatkowe mecze (Ak Bars – Saławat, Amur – Atłant, Barys – Awangard, CSKA – Spartak, Dinamo Riga – Dynama Mińsk, Dinamo Moskwa – SKA, Lev – Slovan, Łokomotiw – Siewierstal, Magnitogorsk – Traktor, Nowokuźnieck – Sibir, Torpedo – Nieftichimik, Witiaź – Donbas, Jugra – Awtomobilist). Sezon zasadniczy potrwa od 4 września 2012 do 7 lutego 2013 roku. W dniu 7 września 2012 nie odbędą się mecze w związku z rocznicą katastrofy lotniczej klubu Łokomotiw Jarosław sprzed roku.
Łącznie w 52 kolejkach rozegrano 676 meczów. Spotkania obejrzało 4 126 720 widzów, co daje średnią 6105 osób na mecz. Najwyższą frekwencję spośród klubów miał Dynama Mińsk w hali Mińsk-Arena – 14 299 widzów.

### Puchar Łokomotiwu
4 września 2012 odbyło się piąte w historii spotkanie o Puchar Łokomotiwu (wcześniej i od 2014 ponownie Puchar Otwarcia), w którym rywalizowały drużyny Dinama Moskwa (mistrz KHL) oraz Awangardu Omsk (finalista poprzedniej edycji). W meczu rozegranym w moskiewskiej Megasport Arena zwyciężyła drużyna gospodarzy Dinamo Moskwa 3:2 po serii rzutów karnych. Pierwszego gola w sezonie zdobył zawodnik Awangardu, Anton Kurjanow w 7 minucie 24 sekundzie gry, zaś zwycięski najazd wykonał Aleksiej Cwietkow.

### Mecze w Ameryce Północnej
W czerwcu 2012 roku Aleksandr Miedwiediew potwierdził zaawansowane plany rozegrania kilku meczów ligi na lodowiskach Ameryki Północnej, które miałaby się odbyć w styczniu 2013 roku. Następnie potwierdzono, że dwa spotkania pomiędzy drużynami Dinamo Moskwa i SKA Sankt-Petersburg miały odbyć się 19 i 20 stycznia 2013 w dzielnicy Nowego Jorku, Brooklynie w nowo otwartej hali Barclays Center. W październiku 2012 roku poinformowano, że te mecze zostały odwołane i odbędą się w Rosji.

### Występy zawodników z NHL
W związku z ogłoszonym lokautem w sezonie NHL (2012/2013) tymczasowo w klubach KHL występowali zawodnicy z ligi NHL. Byli to w różnym wymiarze czasowym: Nicklas Bäckström, Leo Komarov, Aleksandr Owieczkin (Dinamo Moskwa), Kaspars Daugaviņš (Dinamo Ryga), Anton Babczuk, Rusłan Fedotenko, Ołeksij Ponikarowski (Donbas), Zdeno Chára, Roman Červenka, Jiří Hudler, Jakub Voráček (Lev), Siergiej Bobrowski, Kris Letang, Ilja Kowalczuk, Władimir Tarasienko (SKA), Andrej Sekera, Ľubomír Višňovský (Slovan), Andriej Markow (Witiaź), Anton Chudobin, Viktor Stålberg, Fiodor Tiutin (Atłant), Ilja Bryzgałow, Pawieł Daciuk, Michaił Hrabouski (CSKA), Evander Kane, Joe Pavelski, Pekka Rinne (Mińsk), Artiom Anisimow, Dmitrij Kulikow, Siemion Warłamow (Łokomotiw), Tom Wandell (Siewierstal), Aleksandr Siomin, Anton Wołczenkow (Torpedo), Aleksiej Jemielin (Ak Bars), Joffrey Lupul (Awtomobilist), Siergiej Gonczar, Nikołaj Kulomin, Jewgienij Małkin (Magnitogorsk), Nail Jakupow (Nieftiechimik), Andrej Kascicyn (Traktor), Nikita Nikitin, Siarhiej Kascicyn (Awangard), Nikołaj Antropow, Victor Hedman, Ryan McDonagh (Barys). W momencie powrotu do klubów NHL na początku stycznia 2013 roku kilku zawodników zajmowało czołowe pozycje w klasyfikacjach indywidualnych ligi KHL, m.in. Siemion Warłamow zajmował pierwsze miejsce w klasyfikacji średniej goli straconych na mecz (1,74) i w klasyfikacji skuteczności interwencji (94,6%). W klasyfikacji kanadyjskiej drugi był Małkin (65), czwarty Owieczkin (40), piąty Kowalczuk (40), w klasyfikacji strzelców drugi Małkin (23), czwarty Owieczkin (19), w klasyfikacji asystentów pierwszy Małkin (42), piąty Gonczar (26), w klasyfikacji +/− pierwszy Kulomin (25), trzeci Małkin (23). W okresie lokautu Małkin był także najskuteczniejszym graczem ze wszystkich hokeistów występujących tymczasowo w innych ligach na świecie.

### Mecz Gwiazd
Piąty w historii Mecz Gwiazd KHL odbył się w dniach 12–13 stycznia 2013 roku Czelabińsku w hali Traktor Arena. W wybranych składach drużyn Zachodu i Wschodu znalazło się łącznie 34 graczy (po dwóch bramkarzy i trzy piątki), w tym 15 tymczasowo występujących w lidze w związku z lokautem (10 w zespole Zachodu i 5 w ekipie Wschodu). Po zakończeniu lokautu w NHL i powrocie zawodników do tej ligi, konieczna była zmiana składów ekip na Mecz Gwiazd. Zostały ogłoszone nowe zestawienia, w których jako jedyni z graczy NHL pozostali Ilja Kowalczuk i Pawieł Daciuk. Kapitanem Zachodu został wybrany wspomniany Kowalczuk, a Wschodu Aleksiej Morozow.
W pierwszy dzień weekendu przeprowadzono konkurs umiejętności, który wygrała drużyna Zachodu 6:4. Na drugi dzień w Mecz Gwiazd zakończył się zwycięstwem Wschodu 18:11. Równolegle 12 stycznia rozegrano mecz z udziałem legend hokeja. Zespołami przewodzili dwukrotni medaliści olimpijscy: Siergiej Makarow i Wiaczesław Fietisow. Mecz zakończył się wynikiem 4:4.

### Zmiany trenerów
Od początku sezonu pracę w klubach stracili trenerzy: Fin Kari Heikkilä (Dynama Mińsk), Szwed Janne Karlsson i Aleksandr Smirnow (Atłant), Czech Josef Jandač (Lev Praga), Andriej Szajanow (Awtomobilist), Białorusin Andriej Sidorienko (Spartak), Fin Pekka Rautakallio (Dinamo Ryga), Czech Miloš Říha (SKA – w chwili gdy drużyna była liderem ligi), Walerij Bragin, Fin Hannu Jortikka (Amur), Wenier Safin (Saławat), Fin Kari Jalonen (Torpedo).

### Tabela
Tabela zaktualizowana po zakończeniu rundy zasadniczej.
| Konferencja Zachód |                         |    |    |    |    |    |    |    |         |     |     |
| Dywizja Bobrowa    |                         |    |    |    |    |    |    |    |         |     |     |
| Lp.                | Drużyna                 | M  | Z  | ZD | ZK | PD | PK | P  | Bramki  | +/− | Pkt |
| 1                  | SKA Sankt Petersburg    | 52 | 36 | 1  | 1  | 1  | 2  | 11 | 182-116 | +65 | 115 |
| 2                  | Dinamo Moskwa           | 52 | 27 | 3  | 6  | 1  | 1  | 14 | 150-115 | +35 | 101 |
| 3                  | Slovan Bratysława       | 52 | 17 | 3  | 8  | 0  | 5  | 19 | 124-127 | -3  | 78  |
| 4                  | HC Lev Praga            | 52 | 23 | 0  | 1  | 3  | 2  | 23 | 132-133 | -1  | 76  |
| 5                  | Donbas Donieck          | 52 | 17 | 2  | 5  | 1  | 6  | 21 | 134-142 | -8  | 72  |
| 6                  | Witiaź Czechow          | 52 | 11 | 1  | 6  | 2  | 6  | 26 | 119-151 | -32 | 55  |
| 7                  | Dinamo Ryga             | 52 | 13 | 2  | 2  | 2  | 2  | 31 | 109-151 | -42 | 51  |
| Dywizja Tarasowa   |                         |    |    |    |    |    |    |    |         |     |     |
| Lp.                | Drużyna                 | M  | Z  | ZD | ZK | PD | PK | P  | Bramki  | +/− | Pkt |
| 1                  | CSKA Moskwa             | 52 | 23 | 5  | 8  | 0  | 1  | 14 | 151-109 | +42 | 96  |
| 2                  | Łokomotiw Jarosław      | 52 | 24 | 2  | 8  | 0  | 0  | 18 | 131-121 | +10 | 92  |
| 3                  | Siewierstal Czerepowiec | 52 | 21 | 1  | 6  | 5  | 3  | 16 | 137-117 | +20 | 85  |
| 4                  | Atłant Mytiszczi        | 52 | 19 | 1  | 3  | 4  | 4  | 21 | 137-141 | -4  | 73  |
| 5                  | Dynama Mińsk            | 52 | 18 | 5  | 1  | 3  | 2  | 23 | 125-148 | -23 | 71  |
| 6                  | Torpedo Niżny Nowogród  | 52 | 19 | 0  | 2  | 4  | 4  | 23 | 142-146 | -4  | 69  |
| 7                  | Spartak Moskwa          | 52 | 11 | 4  | 2  | 2  | 5  | 28 | 106-151 | -45 | 52  |

| Konferencja Wschód  |                            |    |    |    |    |    |    |    |         |     |     |
| Dywizja Charłamowa  |                            |    |    |    |    |    |    |    |         |     |     |
| Lp.                 | Drużyna                    | M  | Z  | ZD | ZK | PD | PK | P  | Bramki  | +/− | Pkt |
| 1                   | Ak Bars Kazań              | 52 | 28 | 1  | 5  | 3  | 5  | 10 | 157-112 | +45 | 104 |
| 2                   | Traktor Czelabińsk         | 52 | 28 | 0  | 3  | 2  | 6  | 13 | 152-120 | +32 | 98  |
| 3                   | Mietałłurg Magnitogorsk    | 52 | 27 | 0  | 0  | 5  | 7  | 13 | 167-121 | +46 | 93  |
| 4                   | Nieftiechimik Niżniekamsk  | 52 | 17 | 5  | 5  | 2  | 4  | 19 | 144-150 | -6  | 77  |
| 5                   | Jugra Chanty-Mansyjsk      | 52 | 19 | 4  | 3  | 0  | 3  | 23 | 153-163 | -10 | 74  |
| 6                   | Awtomobilist Jekaterynburg | 52 | 7  | 0  | 1  | 5  | 7  | 32 | 104-180 | -76 | 35  |
| Dywizja Czernyszowa |                            |    |    |    |    |    |    |    |         |     |     |
| Lp.                 | Drużyna                    | M  | Z  | ZD | ZK | PD | PK | P  | Bramki  | +/− | Pkt |
| 1                   | Awangard Omsk              | 52 | 26 | 6  | 3  | 2  | 4  | 11 | 149-121 | +28 | 102 |
| 2                   | Saławat Jułajew Ufa        | 52 | 24 | 2  | 3  | 0  | 6  | 17 | 148-140 | +8  | 88  |
| 3                   | Barys Astana               | 52 | 23 | 3  | 2  | 4  | 2  | 18 | 175-161 | +14 | 85  |
| 4                   | Sibir Nowosybirsk          | 52 | 21 | 1  | 6  | 3  | 4  | 17 | 124-119 | +5  | 84  |
| 5                   | Mietałłurg Nowokuźnieck    | 52 | 15 | 3  | 1  | 2  | 3  | 28 | 132-177 | -45 | 58  |
| 6                   | Amur Chabarowsk            | 52 | 11 | 1  | 4  | 0  | 1  | 35 | 115-167 | -52 | 44  |

Legenda: Lp. – miejsce, M – mecze, Z – zwycięstwa, ZD – zwycięstwa po dogrywce, ZK – zwycięstwa po rzutach karnych, PD – porażki po dogrywce, PK – porażki po rzutach karnych, P – porażki, Br – bramki, Bl – bilans bramkowy, Pkt – punkty     = zwycięzcy dywizji,     = awans do fazy play-off

### Statystyki indywidualne

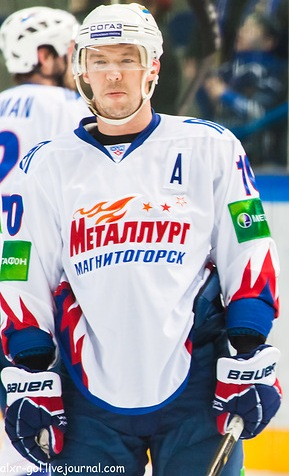
Siergiej Moziakin – najskuteczniejszy zawodnik rundy zasadniczej

Statystyki zaktualizowane na dzień 18 lutego 2013 po zakończeniu rundy zasadniczej.
Zawodnicy z pola łącznie
| Gole                             | Gole | Asysty                           | Asysty | Punkty                           | Punkty |
| -------------------------------- | ---- | -------------------------------- | ------ | -------------------------------- | ------ |
| Siergiej Moziakin (Magnitogorsk) | 35   | Aleksandr Radułow (CSKA)         | 46     | Siergiej Moziakin (Magnitogorsk) | 76     |
| Igor Skorochodow (Jugra)         | 27   | Jewgienij Małkin (Magnitogorsk)  | 42     | Aleksandr Radułow (CSKA)         | 68     |
| Martin Thörnberg (Torpedo)       | 26   | Siergiej Moziakin (Magnitogorsk) | 41     | Jewgienij Małkin (Magnitogorsk)  | 65     |
| Tim Stapleton (Mińsk)            | 24   | Rienat Mamaszew (Nieftiechimik)  | 32     | Patrick Thoresen (SKA)           | 51     |
| Jewgienij Małkin (Magnitogorsk)  | 23   | Jori Lehterä (Sibir)             | 31     | Jori Lehterä (Sibir)             | 48     |

Obrońcy
| Gole                                   | Gole | Asysty                          | Asysty | Punkty                          | Punkty |
| -------------------------------------- | ---- | ------------------------------- | ------ | ------------------------------- | ------ |
| Kevin Dallman (SKA)                    | 15   | Rienat Mamaszew (Nieftiechimik) | 32     | Rienat Mamaszew (Nieftiechimik) | 42     |
| Aleksandr Osipow (Amur / Atłant / SKA) | 13   | Cory Murphy (Mińsk)             | 27     | Kevin Dallman (SKA)             | 38     |
| Ilja Nikulin (Ak Bars)                 | 12   | Siergiej Gonczar (Magnitogorsk) | 26     | Jakow Ryłow (CSKA)              | 35     |
| Wiktor Antipin (Magnitogorsk)          | 10   | Jakow Ryłow (CSKA)              | 25     | Ilja Nikulin (Ak Bars)          | 34     |
| Roman Sawczenko (Barys)                | 10   | Dmitrij Kalinin (SKA)           | 24     | Cory Murphy (Mińsk)             | 32     |

Bramkarze
| Skuteczność interwencji (w %) | Skuteczność interwencji (w %) | Średnia goli straconych (na mecz)     | Średnia goli straconych (na mecz) | Mecze bez straty gola                 | Mecze bez straty gola |
| ----------------------------- | ----------------------------- | ------------------------------------- | --------------------------------- | ------------------------------------- | --------------------- |
| Stanisław Galimow (Atłant)    | 94,3                          | Rastislav Staňa (CSKA)                | 1,76                              | Wasilij Koszeczkin (Siewierstal)      | 8                     |
| Konstantin Barulin (Ak Bars)  | 94,0                          | Lars Haugen (Mińsk)                   | 1,81                              | Tomáš Pöpperle (Lev)                  | 6                     |
| Rastislav Staňa (CSKA)        | 93,4                          | Aleksandr Jeriomienko (Dinamo Moskwa) | 1,85                              | Aleksandr Jeriomienko (Dinamo Moskwa) | 5                     |
| Lars Haugen (Mińsk)           | 93,3                          | Stanisław Galimow (Atłant)            | 1,94                              | Jaroslav Janus (Slovan)               | 5                     |
| Jeff Glass (Sibir)            | 93,3                          | Siergiej Bobrowski (SKA)              | 1,94                              | Siergiej Bobrowski (SKA)              | 4                     |

Pozostałe
| Klasyfikacja +/−                | Klasyfikacja +/− | Zwycięskie gole                  | Zwycięskie gole | Minuty kar                    | Minuty kar |
| ------------------------------- | ---------------- | -------------------------------- | --------------- | ----------------------------- | ---------- |
| Jonas Enlund (Sibir)            | +27              | Maksim Jakucenia (Traktor)       | 8               | Jewgienij Artiuchin (SKA)     | 127        |
| Kevin Dallman (SKA)             | +27              | Siergiej Moziakin (Magnitogorsk) | 7               | Daniił Markow (Witiaź / CSKA) | 102        |
| Nikołaj Kulomin (Magnitogorsk)  | +25              | Martin Thörnberg (Torpedo)       | 6               | Jere Karalahti (Mińsk)        | 96         |
| Jurij Aleksandrow (SKA)         | +25              | Igor Mirnow (Saławat)            | 6               | Trevor Gillies (Witiaź)       | 95         |
| Jewgienij Małkin (Magnitogorsk) | +23              | Igor Radułow (CSKA)              | 6               | Igor Radułow (CSKA)           | 91         |

## Puchar Nadziei
W sezonie 2012/2013 po raz pierwszy zorganizowano rozgrywkę o Puchar Nadziei. W jej ramach rywalizowały zespoły, które nie zakwalifikowały się do fazy play-off – dla takich drużyn po fazie zasadniczej kończył się sezon. Tym samym kluby uzyskały cel sportowej walki, a ich zawodnicy dostają możliwość utrzymania formy z myślą o turniejach reprezentacyjnych. W rywalizacji uczestniczyło sześć zespołów z Konferencji Zachód (z miejsc 9-14) i cztery z Konferencji Wschód (z miejsc 9-12). Organizację turnieju zapewnił KHL, która funduje nagrody finansowe, pokrywa koszty podróży, utrzymuje sędziów. Wpierw rozegrane zostały kwalifikacje wśród drużyn liczniejszej konferencji Zachód, a następnie półfinały i finały w konferencjach (w formule maksymalnie czterech meczów). Rywalizacja trwała do 20 marca 2013 roku i decydował w niej lepszy bilans w czterech meczach (jednocześnie rywalizacja ulegała zakończeniu, gdy drużyna wygrywała trzy pierwsze mecze). Zwycięzcą turnieju i pierwszym zdobywcą Pucharu Nadziei została drużyna Dinama Ryga. Triumfatorzy otrzymali nagrodę finansową w wysokości 486 tys. dolarów oraz prawo wyboru w KHL Junior Draft 2013, zaś finaliści 292 tys. dolarów.
Pierwszy mecz półfinałów Awtomobilist-Amur został rozstrzygnięty w trzeciej dogrywce w czasie 116:42 (tym samym trwał niewiele krócej niż inny, rekordowo długi mecz w fazie play-off tego sezonu). Zwycięskiego gola zdobył zawodnik gospodarzy, Branislav Mezei.
Kwalifikacje
Spartak Moskwa – Witiaź Czechow 2:2, 1:0

Dinamo Ryga – Torpedo Niżny Nowogród 4:1, 3:4 d.
Ćwierćfinały
Spartak Moskwa – Dynama Mińsk 3:4, 2:3, 3:4 d.

Dinamo Ryga – Donbas Donieck 2:3, 4:3, 3:2 d., 1:2

Awtomobilist Jekaterynburg – Jugra Chanty-Mansyjsk 2:1 d., 6:2, 1:3, 3:4 k.

Amur Chabarowsk – Mietałłurg Nowokuźnieck 4:2, 3:0, 2:3 d., 4:3
Półfinały
Dinamo Ryga – Dynama Mińsk 4:3 d., 7:4, 1:0

Awtomobilist Jekaterynburg – Amur Chabarowsk 7:2, 1:2 d., 0:3, 3:2 d.
Finał
Dinamo Ryga – Amur Chabarowsk 2:0, 4:3, 1:2, 5:3

## Faza play-off
Etap play-off rozpoczął się 20 lutego 2013, a zakończył 17 kwietnia 2013 roku.

### Rozstawienie
Po zakończeniu sezonu zasadniczego 16 zespołów zapewniło sobie start w fazie play-off. Drużyna SKA Sankt Petersburg uzyskała najlepszy wynik punktowy z wszystkich zespołów w lidze i została nagrodzona Pucharem Kontynentu. Tym samym SKA został najwyżej rozstawioną drużyną w Konferencji Zachód. Kolejne miejsce rozstawione uzupełnili mistrzowie dywizji: CSKA Moskwa (Zachód), oraz Ak Bars Kazań (pierwsze miejsce w Konferencji Wschód) i Awangard Omsk (Wschód). Pary ćwierćfinałowe konferencji ustalone zostały według pozycji na liście punktowej w konferencjach – w myśl zasady 1-8, 2-7, 3-6 i 4-5.
| Konferencja Zachód 1. SKA Sankt Petersburg – mistrz Dywizji Bobrowa i Konferencji Zachód (115 pkt) 2. CSKA Moskwa – mistrz Dywizji Tarasowa (96 pkt) 3. Dinamo Moskwa (101 pkt) 4. Łokomotiw Jarosław (92 pkt) 5. Siewierstal Czerepowiec (85 pkt) 6. Slovan Bratysława (78 pkt) 7. HC Lev Praga (76 pkt) 8. Atłant Mytiszczi (73 pkt) |  | Konferencja Wschód 1. Ak Bars Kazań – mistrz Dywizji Charłamowa i Konferencji Wschód (104 pkt) 2. Awangard Omsk – mistrz Dywizji Czernyszowa (102 pkt) 3. Traktor Czelabińsk (98 pkt) 4. Mietałłurg Magnitogorsk (93 pkt) 5. Saławat Jułajew Ufa (88 pkt) 6. Barys Astana (85 pkt) 7. Sibir Nowosybirsk (84 pkt) 8. Nieftiechimik Niżniekamsk (77 pkt) |

### Schemat play-off
Po zakończeniu sezonu zasadniczego nastąpiła faza play-off przebiegająca w systemie „pucharowym” o mistrzostwo obu konferencji, a finalnie o zwycięstwo w całych rozgrywkach KHL. Rywalizacja w konferencjach była toczona w czterech rundach (ćwierćfinały, półfinały i finały konferencji). Drużyny, który zajęły w konferencjach wyższe miejsce w sezonie zasadniczym (1-4), miały przywilej roli gospodarza ewentualnego siódmego meczu w rywalizacji. Przy tym zdobywca Pucharu Kontynentu (w tym wypadku SKA Sankt Petersburg) mógł być ewentualnie zawsze gospodarzem siódmego meczu. Wszystkie cztery rundy rozgrywane były w formule do czterech zwycięstw według schematu: 2-2-1-1-1 (co oznacza, że klub wyżej rozstawiony rozgrywał w roli gospodarza mecze nr 1 i 2 oraz ewentualnie 5 i 7). Niżej rozstawiona drużyna rozgrywała w swojej hali mecz trzeci, czwarty i ewentualnie szósty.
W razie braku rozstrzygnięcia po regulaminowych 60 minutach meczu, zarządzana była dogrywka aż do uzyskania w niej zwycięskiego gola. W przeciwieństwie do sezonu zasadniczego, dogrywka trwała 20 minut (w sezonie regularnym 5 minut). Brak rozstrzygnięcia w dogrywce skutkował zarządzeniem kolejnych 20 minut (druga dogrywka) itd., aż do wyłonienia zwycięzcy meczu. Tym samym w fazie play-off nie obowiązywało rozstrzygnięcie meczu w drodze rzutów karnych (w sezonie zasadniczym rzuty karne zarządza się w razie braku rozstrzygnięcia po 5-minutowej dogrywce).
Czwarty mecz 1/8 finału pomiędzy Siwierstalą a Łokomotiwem (3:2) okazał się rekordowo najdłuższym meczem w historii ligi. Został zakończony w trzeciej dogrywce, w czasie 118 minucie i 48 sekundzie, a zwycięskiego gola dla gospodarzy strzelił Dienis Kazionow. Drugi mecz 1/2 finału pomiędzy Traktorem a Ak Barsem (1:0) trwał przez 98 minut i 59 sekund bez goli. Zakończyła go bramka, którą zdobył w drugiej dogrywce Anton Glinkin.
|  |                          |                           |                          |                         |   |                       |                       |                       |  |  |                    |                    |                    |  |  |                         |                         |                         |
|  | Ćwierćfinały Konferencji | Ćwierćfinały Konferencji  | Ćwierćfinały Konferencji |                         |   | Półfinały Konferencji | Półfinały Konferencji | Półfinały Konferencji |  |  | Finały Konferencji | Finały Konferencji | Finały Konferencji |  |  | Finał o Puchar Gagarina | Finał o Puchar Gagarina | Finał o Puchar Gagarina |
|  | Ćwierćfinały Konferencji | Ćwierćfinały Konferencji  | Ćwierćfinały Konferencji |                         |   | Półfinały Konferencji | Półfinały Konferencji | Półfinały Konferencji |  |  | Finały Konferencji | Finały Konferencji | Finały Konferencji |  |  | Finał o Puchar Gagarina | Finał o Puchar Gagarina | Finał o Puchar Gagarina |
|  |                          |                           |                          |                         |   |                       |                       |                       |  |  |                    |                    |                    |  |  |                         |                         |                         |
|  |                          |                           |                          |                         |   |                       |                       |                       |  |  |                    |                    |                    |  |  |                         |                         |                         |
|  | 1                        | SKA Sankt Petersburg      | 4                        |                         |   |                       |                       |                       |  |  |                    |                    |                    |  |  |                         |                         |                         |
|  | 1                        | SKA Sankt Petersburg      | 4                        |                         |   |                       |                       |                       |  |  |                    |                    |                    |  |  |                         |                         |                         |
|  | 8                        | Atłant Mytiszczi          | 1                        |                         |   |                       |                       |                       |  |  |                    |                    |                    |  |  |                         |                         |                         |
|  | 8                        | Atłant Mytiszczi          | 1                        |                         |   | 1                     | SKA Sankt Petersburg  | 4                     |  |  |                    |                    |                    |  |  |                         |                         |                         |
|  |                          |                           |                          |                         |   | 1                     | SKA Sankt Petersburg  | 4                     |  |  |                    |                    |                    |  |  |                         |                         |                         |
|  |                          |                           | 4                        | Siewierstal Czerepowiec | 0 |                       |                       |                       |  |  |                    |                    |                    |  |  |                         |                         |                         |
|  | 2                        | CSKA Moskwa               | 4                        | Siewierstal Czerepowiec | 0 | 4                     |                       |                       |  |  |                    |                    |                    |  |  |                         |                         |                         |
|  | 2                        | CSKA Moskwa               |                          |                         |   |                       |                       |                       |  |  |                    |                    |                    |  |  |                         |                         |                         |
|  | 7                        | HC Lev Praga              | 0                        |                         |   |                       |                       |                       |  |  |                    |                    |                    |  |  |                         |                         |                         |
|  | 7                        | HC Lev Praga              | 0                        |                         |   | 1                     | SKA Sankt Petersburg  | 2                     |  |  |                    |                    |                    |  |  |                         |                         |                         |
|  | Konferencja Zachód       |                           |                          |                         |   | 1                     | SKA Sankt Petersburg  | 2                     |  |  |                    |                    |                    |  |  |                         |                         |                         |
|  |                          |                           | 3                        | Dinamo Moskwa           | 4 |                       |                       |                       |  |  |                    |                    |                    |  |  |                         |                         |                         |
|  | 3                        | Dinamo Moskwa             | 3                        | Dinamo Moskwa           | 4 | 4                     |                       |                       |  |  |                    |                    |                    |  |  |                         |                         |                         |
|  | 3                        | Dinamo Moskwa             |                          |                         |   |                       |                       |                       |  |  |                    |                    |                    |  |  |                         |                         |                         |
|  | 6                        | Slovan Bratysława         | 0                        |                         |   |                       |                       |                       |  |  |                    |                    |                    |  |  |                         |                         |                         |
|  | 6                        | Slovan Bratysława         | 0                        |                         |   | 2                     | CSKA Moskwa           | 1                     |  |  |                    |                    |                    |  |  |                         |                         |                         |
|  |                          |                           |                          |                         |   | 2                     | CSKA Moskwa           | 1                     |  |  |                    |                    |                    |  |  |                         |                         |                         |
|  |                          |                           | 3                        | Dinamo Moskwa           | 4 |                       |                       |                       |  |  |                    |                    |                    |  |  |                         |                         |                         |
|  | 4                        | Łokomotiw Jarosław        | 3                        | Dinamo Moskwa           | 4 | 2                     |                       |                       |  |  |                    |                    |                    |  |  |                         |                         |                         |
|  | 4                        | Łokomotiw Jarosław        |                          |                         |   |                       |                       |                       |  |  |                    |                    |                    |  |  |                         |                         |                         |
|  | 5                        | Siewierstal Czerepowiec   | 4                        |                         |   |                       |                       |                       |  |  |                    |                    |                    |  |  |                         |                         |                         |
|  | 5                        | Siewierstal Czerepowiec   | 4                        |                         |   | Z                     | Dinamo Moskwa         | 4                     |  |  |                    |                    |                    |  |  |                         |                         |                         |
|  |                          |                           |                          |                         |   |                       |                       |                       |  |  |                    |                    |                    |  |  |                         |                         |                         |
|  |                          |                           | W                        | Traktor Czelabińsk      | 2 |                       |                       |                       |  |  |                    |                    |                    |  |  |                         |                         |                         |
|  | 1                        | Ak Bars Kazań             | W                        | Traktor Czelabińsk      | 2 | 4                     |                       |                       |  |  |                    |                    |                    |  |  |                         |                         |                         |
|  | 1                        | Ak Bars Kazań             |                          |                         |   |                       |                       |                       |  |  |                    |                    |                    |  |  |                         |                         |                         |
|  | 8                        | Nieftiechimik Niżniekamsk | 0                        |                         |   |                       |                       |                       |  |  |                    |                    |                    |  |  |                         |                         |                         |
|  | 8                        | Nieftiechimik Niżniekamsk | 0                        |                         |   | 1                     | Ak Bars Kazań         | 4                     |  |  |                    |                    |                    |  |  |                         |                         |                         |
|  |                          |                           |                          |                         |   | 1                     | Ak Bars Kazań         | 4                     |  |  |                    |                    |                    |  |  |                         |                         |                         |
|  |                          |                           | 4                        | Saławat Jułajew Ufa     | 2 |                       |                       |                       |  |  |                    |                    |                    |  |  |                         |                         |                         |
|  | 2                        | Awangard Omsk             | 4                        | Saławat Jułajew Ufa     | 2 | 4                     |                       |                       |  |  |                    |                    |                    |  |  |                         |                         |                         |
|  | 2                        | Awangard Omsk             |                          |                         |   |                       |                       |                       |  |  |                    |                    |                    |  |  |                         |                         |                         |
|  | 7                        | Sibir Nowosybirsk         | 3                        |                         |   |                       |                       |                       |  |  |                    |                    |                    |  |  |                         |                         |                         |
|  | 7                        | Sibir Nowosybirsk         | 3                        |                         |   | 1                     | Ak Bars Kazań         | 3                     |  |  |                    |                    |                    |  |  |                         |                         |                         |
|  | Konferencja Wschód       |                           |                          |                         |   | 1                     | Ak Bars Kazań         | 3                     |  |  |                    |                    |                    |  |  |                         |                         |                         |
|  |                          |                           | 3                        | Traktor Czelabińsk      | 4 |                       |                       |                       |  |  |                    |                    |                    |  |  |                         |                         |                         |
|  | 3                        | Traktor Czelabińsk        | 3                        | Traktor Czelabińsk      | 4 | 4                     |                       |                       |  |  |                    |                    |                    |  |  |                         |                         |                         |
|  | 3                        | Traktor Czelabińsk        |                          |                         |   |                       |                       |                       |  |  |                    |                    |                    |  |  |                         |                         |                         |
|  | 6                        | Barys Astana              | 3                        |                         |   |                       |                       |                       |  |  |                    |                    |                    |  |  |                         |                         |                         |
|  | 6                        | Barys Astana              | 3                        |                         |   | 2                     | Awangard Omsk         | 1                     |  |  |                    |                    |                    |  |  |                         |                         |                         |
|  |                          |                           |                          |                         |   | 2                     | Awangard Omsk         | 1                     |  |  |                    |                    |                    |  |  |                         |                         |                         |
|  |                          |                           | 3                        | Traktor Czelabińsk      | 4 |                       |                       |                       |  |  |                    |                    |                    |  |  |                         |                         |                         |
|  | 4                        | Mietałłurg Magnitogorsk   | 3                        | Traktor Czelabińsk      | 4 | 3                     |                       |                       |  |  |                    |                    |                    |  |  |                         |                         |                         |
|  | 4                        | Mietałłurg Magnitogorsk   |                          |                         |   |                       |                       |                       |  |  |                    |                    |                    |  |  |                         |                         |                         |
|  | 5                        | Saławat Jułajew Ufa       | 4                        |                         |   |                       |                       |                       |  |  |                    |                    |                    |  |  |                         |                         |                         |
|  | 5                        | Saławat Jułajew Ufa       | 4                        |                         |   |                       |                       |                       |  |  |                    |                    |                    |  |  |                         |                         |                         |
|  |                          |                           |                          |                         |   |                       |                       |                       |  |  |                    |                    |                    |  |  |                         |                         |                         |

### Ćwierćfinały konferencji
Zachód
SKA Sankt Petersburg – Atłant Mytiszczi 4:1 (1:0 d., 7:0, 1:3, 6:1, 7:0)

CSKA Moskwa – HC Lev Poprad 4:0 (3:2 d., 3:2 d., 3:1, 2:1)

Dinamo Moskwa – Slovan Bratysława 4:0 (5:1, 3:2 d., 4:2, 3:2)

Łokomotiw Jarosław – Siewierstal Czerepowiec 2:4 (1:2, 2:1, 2:3, 2:3 d., 3:2, 1:3)
Wschód
Ak Bars Kazań – Nieftiechimik Niżniekamsk 4:0 (5:1, 3:0, 2:1, 3:2 d.)

Awangard Omsk – Sibir Nowosybirsk 4:3 (5:0, 0:1, 1:4, 5:2, 1:0, 0:3, 2:0)

Traktor Czelabińsk – Barys Astana 4:3 (3:4 d., 3:5, 3:1, 3:2, 6:3, 2:4, 5:3)

Mietałłurg Magnitogorsk – Saławat Jułajew Ufa 3:4 (3:4 d., 2:0, 1:4, 3:2, 2:1, 4:5, 0:2)

### Półfinały konferencji
Zachód
SKA Sankt Petersburg – Siewierstal Czerepowiec 4:0 (7:4, 4:1, 4:0, 4:2)

CSKA Moskwa – Dinamo Moskwa 1:4 (0:3, 2:1, 2:3 d., 1:2 d., 0:2)
Wschód
Ak Bars Kazań – Saławat Jułajew Ufa 4:3 (2:3, 0:2, 3:0, 5:3, 4:3 d., 3:4 d., 4:3)

Awangard Omsk – Traktor Czelabińsk 1:4 (0:5, 0:3, 0:3, 3:1, 0:4)

### Finały konferencji
Zachód
SKA Sankt Petersburg – Dinamo Moskwa 2:4 (2:3, 2:4, 2:4, 6:2, 2:1 d., 1:5)
Wschód
Ak Bars Kazań – Traktor Czelabińsk 3:4 (2:1 d., 3:1 d., 0:1 d., 6:5, d., 2:1 d., 2:3, 1:2)

### Finał o Puchar Gagarina
Dinamo Moskwa – Traktor Czelabińsk 4:2 (2:1, 3:2, 1:3, 1:0, 3:4, 3:2 d.)
Decydującego gola w dogrywce szóstego meczu finału zdobył zawodnik Dinama, Aleksiej Cwietkow.

### Statystyki indywidualne
Statystyki zaktualizowane po zakończeniu fazy play-off.
Zawodnicy z pola łącznie
| Gole                             | Gole | Asysty                          | Asysty | Punkty                           | Punkty |
| -------------------------------- | ---- | ------------------------------- | ------ | -------------------------------- | ------ |
| Wiktor Tichonow (SKA)            | 10   | Dienis Kokariew (Dinamo Moskwa) | 15     | Wiktor Tichonow (SKA)            | 19     |
| Petri Kontiola (Traktor)         | 10   | Stanisław Czistow (Traktor)     | 13     | Petri Kontiola (Traktor)         | 19     |
| Jakub Petružálek (Dinamo Moskwa) | 9    | Patrick Thoresen (SKA)          | 11     | Jakub Petružálek (Dinamo Moskwa) | 16     |
| Jan Bulis (Traktor)              | 9    | Deron Quint (Traktor)           | 11     | Tony Mårtensson (SKA)            | 16     |
| Marek Kvapil (Dinamo Moskwa)     | 8    | Tony Mårtensson (SKA)           | 10     | Dienis Kokariew (Dinamo Moskwa)  | 16     |

Obrońcy
| Gole                             | Gole | Asysty                     | Asysty | Punkty                         | Punkty |
| -------------------------------- | ---- | -------------------------- | ------ | ------------------------------ | ------ |
| Brent Sopel (Saławat)            | 4    | Deron Quint (Traktor)      | 11     | Kevin Dallman (SKA)            | 14     |
| Kevin Dallman (SKA)              | 4    | Kevin Dallman (SKA)        | 10     | Deron Quint (Traktor)          | 14     |
| Ilja Nikulin (Ak Bars)           | 4    | Dmitrij Riabykin (Traktor) | 10     | Ilja Nikulin (Ak Bars)         | 10     |
| Janne Jalasvaara (Dinamo Moskwa) | 4    | Kiriłł Kolcow (Saławat)    | 8      | Dmitrij Riabykin (Traktor)     | 10     |
| Staffan Kronwall (Łokomotiw)     | 3    | Miroslav Blaťák (Saławat)  | 7      | Dominik Graňák (Dinamo Moskwa) | 9      |

Bramkarze
| Skuteczność interwencji (w %)         | Skuteczność interwencji (w %) | Średnia goli straconych (na mecz)     | Średnia goli straconych (na mecz) | Mecze bez straty gola                 | Mecze bez straty gola |
| ------------------------------------- | ----------------------------- | ------------------------------------- | --------------------------------- | ------------------------------------- | --------------------- |
| Curtis Sanford (Łokomotiw)            | 94,4                          | Aleksandr Jeriomienko (Dinamo Moskwa) | 1,74                              | Michael Garnett (Traktor)             | 5                     |
| Jeff Glass (Sibir)                    | 94,1                          | Rastislav Staňa (CSKA Moskwa)         | 1,74                              | Karri Rämö (Awangard)                 | 3                     |
| Konstantin Barulin (Ak Bars)          | 94,1                          | Konstantin Barulin (Ak Bars)          | 1,75                              | Aleksandr Jeriomienko (Dinamo Moskwa) | 3                     |
| Rastislav Staňa (CSKA Moskwa)         | 93,9                          | Ilja Jeżow (SKA)                      | 1,77                              | Iwan Kasutin (SKA)                    | 2                     |
| Aleksandr Jeriomienko (Dinamo Moskwa) | 93,4                          | Jeff Glass (Sibir)                    | 1,77                              | Jeff Glass (Sibir)                    | 2                     |

Pozostałe
| Klasyfikacja +/−                | Klasyfikacja +/− | Zwycięskie gole                | Zwycięskie gole | Minuty kar                    | Minuty kar |
| ------------------------------- | ---------------- | ------------------------------ | --------------- | ----------------------------- | ---------- |
| Dominik Graňák (Dinamo Moskwa)  | +16              | Petri Kontiola (Traktor)       | 3               | Dienis Kazionow (Siewierstal) | 56         |
| Wiktor Tichonow (SKA)           | +11              | Aleksiej Sopin (Dinamo Moskwa) | 3               | Patrick Davis (CSKA Moskwa)   | 39         |
| Dienis Kokariew (Dinamo Moskwa) | +11              | Aleksandr Kuczeriawienko (SKA) | 2               | Fiodor Fiodorow (SKA)         | 39         |
| Ilja Gorochow (Dinamo Moskwa)   | +11              | Andrej Kascicyn (Traktor)      | 2               | Ilja Nikulin (Ak Bars)        | 28         |
| Aleksandr Osipow (SKA)          | +10              | Artiemij Panarin (SKA)         | 2               | Janne Pesonen (Ak Bars)       | 28         |

### Skład triumfatorów
Skład zdobywcy Pucharu Gagarina – drużyny Dinamo Moskwa – w sezonie 2012/2013:
| Szkoleniowiec: - Oļegs Znaroks Bramkarze: - Aleksandr Jeriomienko - Aleksandr Szaryczenkow Obrońcy: - Dmitrij Akiszyn - Dienis Barancew - Aleksandr Bojkow - Roman Derluk - Ilja Gorochow - Dominik Graňák - Janne Jalasvaara - Andriej Mironow - Filip Novák - Maksim Sołowjow - Igor Szczadiłow - Maksim Wielikow - Dmitrij Wiszniewski |  | Napastnicy: - Jurij Babienko – kapitan - Aleksiej Cwietkow - Dmitrij Gołdienkow - Konstantin Gorowikow - Kostiantyn Kasianczuk - Kiriłł Kniaziew - Dienis Kokariew - Siergiej Końkow - Marek Kvapil - Nikita Łukin - Dienis Mosalow - Jakub Petružálek - Dmitrij Piestunow - Siergiej Soin - Aleksiej Sopin - Grigorij Szafigulin - Dienis Tołpieko - Konstantin Wołkow |

## Nagrody, trofea i wyróżnienia

### Trofea drużynowe
- Puchar Łokomotiwu: Dinamo Moskwa
- Puchar Kontynentu: SKA Sankt Petersburg
- Puchar Nadziei: Dinamo Ryga
- Puchar Gagarina: Dinamo Moskwa
- Nagroda Wsiewołoda Bobrowa (dla najskuteczniejszej drużyny w sezonie): SKA Sankt Petersburg (238 goli w 69 meczach – 182 w sezonie regularnym plus 56 w fazie play-off).

### Zawodnicy miesiąca i etapów
Od początku historii rozgrywek przyznawano nagrody indywidualne w czterech kategoriach odnośnie do pozycji zawodników (bramkarz, obrońca, napastnik oraz pierwszoroczniak) za każdy miesiąc, wzgl. okres w fazie play-off. Dodatkowo w grudniu 2012 roku wprowadzono nagrodę generalną dla najlepszego gracza miesiąca. Pierwszym laureatem za miesiąc listopad 2012 był Siergiej Moziakin.
| Miesiąc                  | Zawodnik                                     | Bramkarz                                     | Obrońca                                    | Napastnik                                  | Pierwszoroczniak                         |
| ------------------------ | -------------------------------------------- | -------------------------------------------- | ------------------------------------------ | ------------------------------------------ | ---------------------------------------- |
| Wrzesień                 | –                                            | Konstantin Barulin (Ak Bars Kazań)           | Jewgienij Miedwiediew (Ak Bars Kazań)      | Jori Lehterä (Sibir Nowosybirsk)           | Daniił Apalkow (Łokomotiw Jarosław)      |
| Październik              | –                                            | Aleksandr Jeriomienko (Dinamo Moskwa)        | Anton Biełow (Awangard Omsk)               | Ilja Kowalczuk (SKA Sankt Petersburg)      | Nail Jakupow (Nieftiechimik Niżniekamsk) |
| Listopad                 | Siergiej Moziakin (Mierałłurg Magnitogorsk)  | Rastislav Staňa (CSKA Moskwa)                | Victor Hedman (Barys Astana)               | Artiom Anisimow (Łokomotiw Jarosław)       | Wiktor Antipin (Mierałłurg Magnitogorsk) |
| Grudzień                 | Jewgienij Małkin (Mierałłurg Magnitogorsk)   | Karri Rämö (Awangard Omsk)                   | Siergiej Gonczar (Mierałłurg Magnitogorsk) | Jewgienij Małkin (Mierałłurg Magnitogorsk) | Aleksandr Szaryczenkow (Dinamo Moskwa)   |
| Styczeń                  | Wasilij Koszeczkin (Siewierstal Czerepowiec) | Wasilij Koszeczkin (Siewierstal Czerepowiec) | Dmitrij Kalinin (SKA Sankt Petersburg)     | Igor Skorochodow (Jugra Chanty-Mansyjsk)   | Walerij Niczuszkin (Traktor Czelabińsk)  |
| Luty                     |                                              | Wasilij Koszeczkin (Siewierstal Czerepowiec) | Jakow Ryłow (CSKA Moskwa)                  | Michaił Warnakow (SKA Sankt Petersburg)    | Walerij Niczuszkin (Traktor Czelabińsk)  |
| Ćwierćfinały konferencji | –                                            | Karri Rämö (Awangard Omsk)                   | Kristián Kudroč (Sibir Nowosybirsk)        | Nigel Dawes (Barys Astana)                 | Maksim Karpow (Traktor Czelabińsk)       |
| Półfinały konferencji    | –                                            | Michael Garnett (Traktor Czelabińsk)         | Brent Sopel (Saławat Jułajew Ufa)          | Wiktor Tichonow (SKA Sankt Petersburg)     | Walerij Niczuszkin (Traktor Czelabińsk)  |
| Marzec                   |                                              | Michael Garnett (Traktor Czelabińsk)         | Dominik Graňák (Dinamo Moskwa)             | Wiktor Tichonow (SKA Sankt Petersburg)     | Walerij Niczuszkin (Traktor Czelabińsk)  |
| Finały konferencji       |                                              | Michael Garnett (Traktor Czelabińsk)         | Deron Quint (Traktor Czelabińsk)           | Wiktor Tichonow (SKA Sankt Petersburg)     | Walerij Niczuszkin (Traktor Czelabińsk)  |
| Kwiecień                 |                                              |                                              |                                            |                                            |                                          |
| Puchar Gagarina          |                                              | Aleksandr Jeriomienko (Dinamo Moskwa)        | Dominik Graňák (Dinamo Moskwa)             | Aleksiej Cwietkow (Dinamo Moskwa)          | Maksim Karpow (Traktor Czelabińsk)       |

### Nagrody indywidualne
Podczas uroczystości w dniu 22 maja 2013 wręczono 21 nagród (Nagroda Wsiewołoda Bobrowa oraz indywidualne wyróżnienia). Ponadto nagrodzeni otrzymali wartościowe upominki od sponsorów.
- Złoty Kij – Najbardziej Wartościowy Gracz (MVP) sezonu regularnego: Siergiej Moziakin (Mietałłurg Magnitogorsk)
- Nagroda dla najskuteczniejszego strzelca sezonu: Siergiej Moziakin (Mietałłurg Magnitogorsk) – 35 goli w sezonie zasadniczym.
- Nagroda dla najlepiej punktującego zawodnika (punktacja kanadyjska): Siergiej Moziakin (Mietałłurg Magnitogorsk) – w sezonie regularnym uzyskał 76 punktów (35 goli i 41 asyst).
- Nagroda dla najlepiej punktującego obrońcy: Rienat Mamaszew (Nieftiechimik Niżniekamsk) – w sezonie zasadniczym uzyskał 42 punkty (10 goli i 32 asysty).
- Mistrz Play-off – Najbardziej Wartościowy Gracz (MVP) fazy play-off: Aleksandr Jeriomienko (Dinamo Moskwa)
- Nagroda „Sekundy” (dla strzelca najszybszego i najpóźniejszego gola w meczu):
  - Miks Indrašis (Dinamo Ryga) – strzelił bramkę w 8. sekundzie meczu Dinamo Ryga-SKA 31.10.2012.
  - Dienis Kazionow (Siewierstal Czerepowiec) – w fazie play-off podczas trzeciej dogrywki meczu uzyskał gola w 118. minucie 48. sekundzie spotkania Siewierstal-Łokomotiw 25.02.2013.
- Najbardziej Wartościowy Gracz (MVP) Sezonu (dla zawodnika legitymującego się najlepszym współczynnikiem w klasyfikacji „+,-” po sezonie regularnym): Fin Jonas Enlund (Sibir Nowosybirsk) – uzyskał wynik +27 w 51 meczach.
- Żelazny Człowiek (dla zawodnika, który rozegrał najwięcej spotkań mistrzowskich w ostatnich trzech sezonach): Stanisław Czistow (Traktor Czelabińsk) – 220 rozegranych meczów.
- Najlepsza Trójka (dla najskuteczniejszego tercetu napastników w sezonie regularnym): Nikołaj Kulomin, Jewgienij Małkin i Siergiej Moziakin (Mietałłurg Magnitogorsk) – razem zgromadzili 40 goli.
- Nagroda dla najlepszego pierwszoroczniaka sezonu KHL im. Aleksieja Czeriepanowa: Walerij Niczuszkin (Traktor Czelabińsk).
- Dżentelmen na Lodzie (dla jednego obrońcy i jednego napastnika – honorująca graczy, którzy łączą sportową doskonałość z nieskazitelnym zachowaniem): kanadyjski obrońca Kevin Dallman (SKA Sankt Petersburg, 52 meczów, 15 goli, 21 asyst, +27 punktów i 22 minuty kar) oraz Siergiej Moziakin (Mietałłurg Magnitogorsk, 48 meczów, 35 goli, 41 asyst, +21 punkty i 6 minut kar).
- Najlepszy Bramkarz Sezonu (w wyniku głosowania trenerów): Aleksandr Jeriomienko (Dinamo Moskwa).
- Nagroda za Wierność Hokejowi (dla największego weterana hokejowego za jego cenny wkład w sukces drużyny): Maksim Sokołow (Nieftiechimik Niżniekamsk)
- Złoty Kask (przyznawany sześciu zawodnikom wybranym do składu gwiazd sezonu):
  - Aleksandr Jeriomienko (Dinamo Moskwa) – bramkarz,
  - Ilja Nikulin (Ak Bars Kazań) – obrońca,
  - Ilja Gorochow (Dinamo Moskwa) – obrońca,
  - Aleksandr Radułow (CSKA Moskwa) – napastnik (po raz czwarty z rządu),
  - Wiktor Tichonow (SKA Sankt Petersburg) – napastnik,
  - Siergiej Moziakin (Mietałłurg Magnitogorsk) – napastnik.
- Najlepszy Trener Sezonu: Oļegs Znaroks (Dinamo Moskwa).
- Nagroda Walentina Sycza (przyznawana prezesowi, który w sezonie kierował najlepiej klubem): Arkadij Rotenberg (Dinamo Moskwa).
- Nagroda Władimira Piskunowa (przyznawana najlepszemu klubowemu administratorowi): Anatolij Worobjow (Traktor Czelabińsk).
- Nagroda Andrieja Starowojtowa (Złoty Gwizdek) (dla najlepszego sędziego sezonu): Łotysz Eduard Odins z Rygi.
- Nagroda Andrieja Zimina (przyznawana najlepszemu lekarzowi): Walerij Konow (Dinamo Moskwa)
- Nagroda dla najlepszego dziennikarza: Aleksandr Lutikow i Aleksiej Szewczenko
- Nagroda Dmitrija Ryżkowa (dla najlepszego komentatora hokejowego): Siergiej Fiedotow (KHL-TV).
- Tytuł najlepszego kanału telewizyjnego: Chello Central Europe zrt.

## Ostateczna kolejność
Kolejność została oparta na zdobyczy punktowej z rundy zasadniczej w przypadku klubów, której nie zakwalifikowały się do play-off (nie uwzględnia ich wyników w ramach Pucharu Nadziei) oraz osiągnięcia z fazy play-off o Puchar Gagarina w przypadku 16 zespołów uczestniczących w tej fazie pucharowej.
| Lp. | Drużyna                    |
| --- | -------------------------- |
| 1   | Dinamo Moskwa              |
| 2   | Traktor Czelabińsk         |
| 3   | SKA Sankt Petersburg       |
| 4   | Ak Bars Kazań              |
| 5   | Awangard Omsk              |
| 6   | CSKA Moskwa                |
| 7   | Saławat Jułajew Ufa        |
| 8   | Siewierstal Czerepowiec    |
| 9   | Mietałłurg Magnitogorsk    |
| 10  | Łokomotiw Jarosław         |
| 11  | Barys Astana               |
| 12  | Sibir Nowosybirsk          |
| 13  | Slovan Bratysława          |
| 14  | Nieftiechimik Niżniekamsk  |
| 15  | HC Lev Praga               |
| 16  | Atłant Mytiszczi           |
| 17  | Jugra Chanty-Mansyjsk      |
| 18  | Donbas Donieck             |
| 19  | Dynama Mińsk               |
| 20  | Torpedo Niżny Nowogród     |
| 21  | Mietałłurg Nowokuźnieck    |
| 22  | Witiaź Czechow             |
| 23  | Spartak Moskwa             |
| 24  | Dinamo Ryga                |
| 25  | Amur Chabarowsk            |
| 26  | Awtomobilist Jekaterynburg |